# Línea 25 (EMT Madrid)
La línea 25 de la EMT de Madrid une la Plaza de España con la Casa de Campo.

## Características

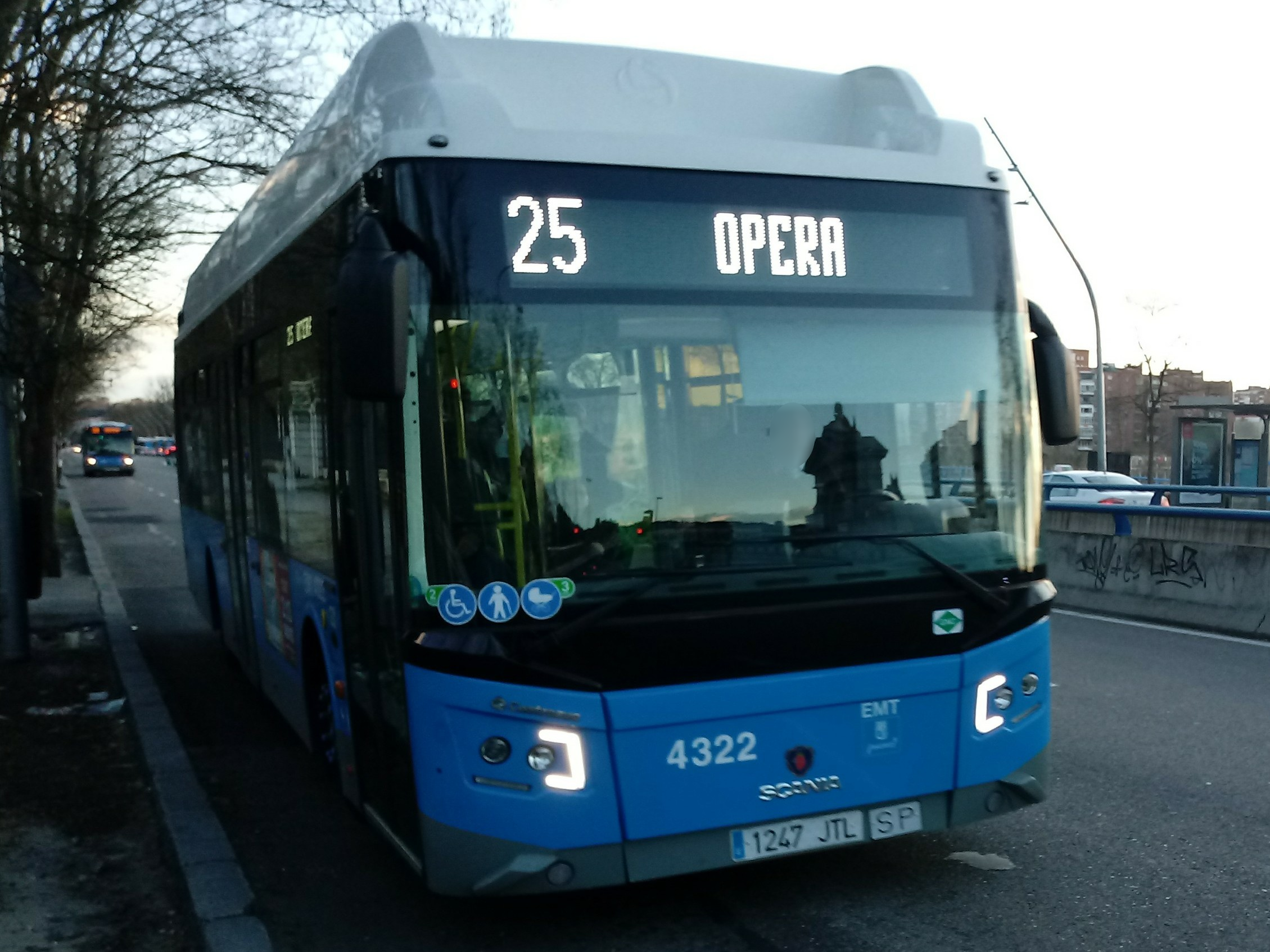
Autobús Scania N280UB Castrosua New City GNC de la línea 25 en 2018, cuando acababa en Isabel II.

La primera línea 25 de la EMT realizaba el recorrido Doce de Octubre - Narváez - Rosales y fue suprimida el día 1 de abril de 1972.
Pocos meses después, el 1 de julio de ese mismo año, se municipalizó la periférica P-20, que hacía el recorrido Plaza de Ramales-Caño Roto, y se la numeró como línea 25 de la EMT, las ampliaciones a Ópera y al Barrio del Lucero, con su continuación a Casa de Campo, son posteriores.
Antes de 2002, la línea limitaba su recorrido al barrio del Lucero, pero con motivo de la apertura de la estación de Casa de Campo y la creación de un pequeño intercambiador multimodal junto a la misma se prolongó su recorrido con el fin de conectar a los vecinos de los barrios de Lucero y Los Cármenes (Latina) con una estación de Metro de Madrid además de la ya existente conexión con el intercambiador de Príncipe Pío y el centro de Madrid.
Desde el comienzo de las obras en la Plaza de Isabel II para mejorar la accesibilidad de la estación de Ópera y peatonalizar gran parte de la misma en septiembre de 2008 la cabecera de esta línea se desplazó a la calle San Quintín, junto a la Plaza de Oriente. Al finalizar las obras en marzo de 2011 la cabecera ha regresado a las proximidades de la Plaza de Isabel II, en la calle Arrieta n.º 1.
En agosto de 2019, la línea fue desviada debido a las obras de la calle Bailén, desplazando su cabecera en Ópera a la aledaña Plaza de España. Esta modificación de itinerario se hizo definitiva el 19 de noviembre de 2021, con el fin de las obras, tras una reorganización viaria en la zona.
Es la única línea que sirve en su totalidad al Paseo de la Ermita del Santo y el Parque de San Isidro.

### Frecuencias
| Lunes a viernes laborables |               |
| De 6:00 a 8:00             | 6-11 minutos  |
| De 8:00 a 19:00            | 6-9 minutos   |
| De 19:00 a 23:00           | 7-15 minutos  |
| Sábados laborables         |               |
| De 6:00 a 10:00            | 10-22 minutos |
| De 10:00 a 21:00           | 10-14 minutos |
| De 21:00 a 23:00           | 11-20 minutos |
| Domingos y festivos        |               |
| De 7:00 a 10:00            | 12-20 minutos |
| De 10:00 a 21:00           | 10-16 minutos |
| De 21:00 a 23:00           | 14-20 minutos |

## Recorrido y paradas

### Sentido Casa de Campo

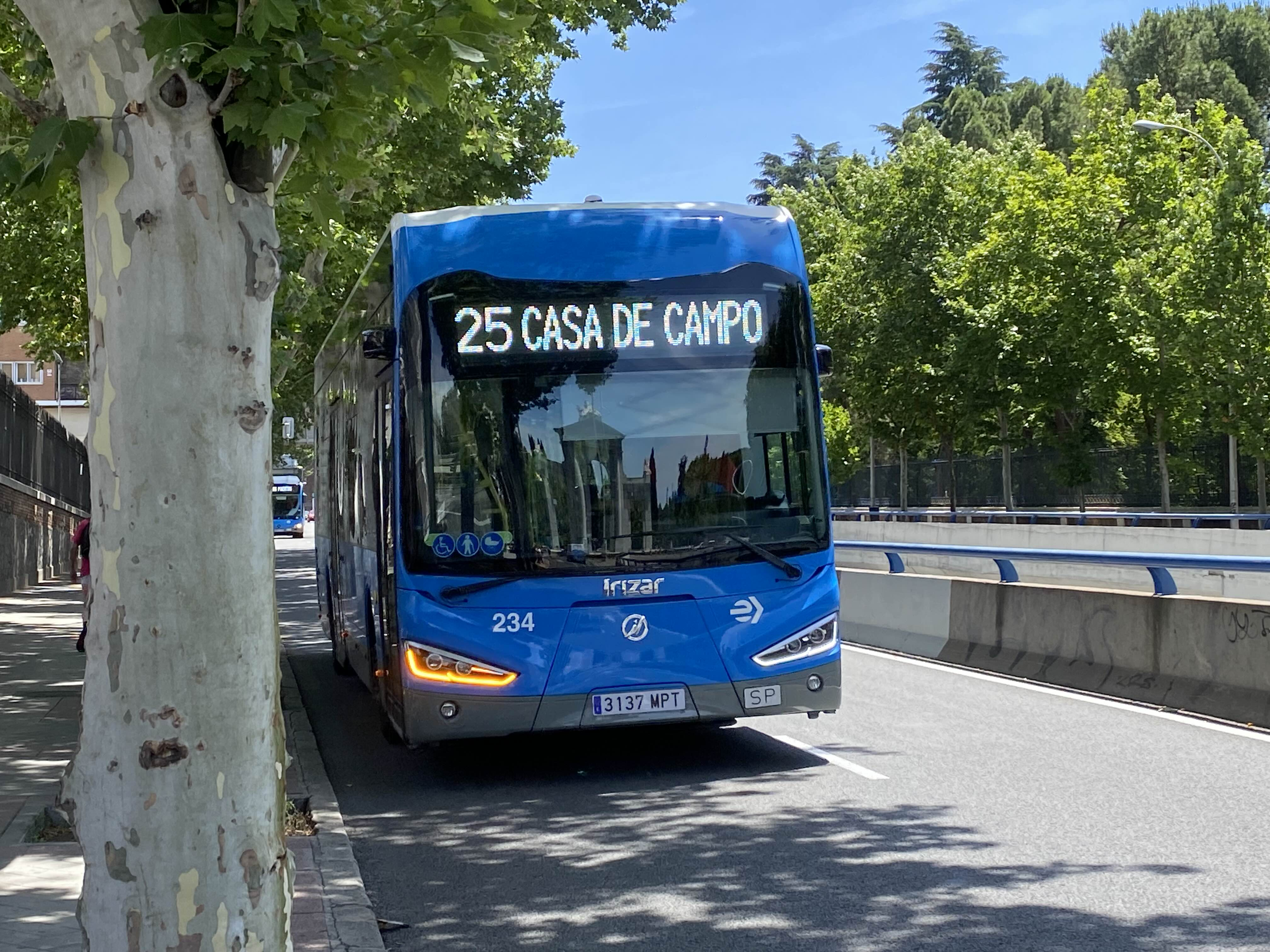
Autobús Irizar Ie Bus de la línea 25 en Cuesta de San Vicente-Principe Pio.

Partiendo de la calle Reyes, gira a la izquierda por las calles Maestro Guerrero y San Leonardo y de nuevo a la izquierda para incorporarse brevemente a la calle Princesa, para luego girar a la derecha por la Cuesta de San Vicente.
A continuación, la línea baja por esta calle hasta la Glorieta de San Vicente, donde toma el Paseo de la Virgen del Puerto hasta llegar a la intersección con la calle Segovia, donde gira a la derecha para franquear el río Manzanares por el Puente de Segovia, al final del cual gira a la izquierda incorporándose al Paseo de la Ermita del Santo, que recorre en su totalidad hasta desembocar en la Vía Carpetana.
Recorre unos 100 m de esta vía para desviarse a la derecha por la calle Gallur, que recorre entera hasta llegar a la Glorieta de los Cármenes, donde la línea se incorpora a la calle Duquesa de Parcent.
Al final de Duquesa de Parcent, continúa por la calle Camarena hasta la intersección con la calle Illescas, por la que circula después de girar a la derecha. Después de circular por esta calle, gira a la derecha de nuevo por la calle Seseña, por la que circula hasta que esta llega a la intersección con la calle Valmojado, incorporándose brevemente a esta girando a la izquierda para inmediatamente girar de nuevo por la calle Los Yébenes.
Pasando bajo la A-5, la línea llega a su cabecera en el intercambiador multimodal de Casa de Campo.
| Código | Parada                                  | Común con                    | Conexiones con Metro y Cercanías | Otros |
| ------ | --------------------------------------- | ---------------------------- | -------------------------------- | ----- |
| 5205   | PLAZA DE ESPAÑA (C/ Reyes, 23)          |                              | Plaza de España                  |       |
| 854    | Plaza de España                         | 3 39 46 74 75 138 148 158 C2 | Plaza de España                  |       |
| 599    | Jardines de Sabatini                    | 39 46 62 75 138 158 C2       |                                  |       |
| 601    | Cuesta de San Vicente                   | 39 46 62 75 138 158 C2       |                                  |       |
| 603    | Príncipe Pío                            | 39 46 62 75 138 158 C2       | Príncipe Pío                     |       |
| 4070   | Glorieta de San Vicente                 | 39 62 138 158 C2             | Príncipe Pío                     |       |
| 606    | Ermita Virgen del Puerto                | 33 39 41 62 138 C2           |                                  |       |
| 608    | Puente de Segovia                       | 33 39 138 158                |                                  |       |
| 4660   | Puente de Segovia-Paseo de Extremadura  |                              |                                  |       |
| 4906   | Ermita del Santo-Avenida del Manzanares |                              |                                  |       |
| 614    | Ermita del Santo-Centro Comercial       |                              |                                  |       |
| 616    | Vía Carpetana-Ermita del Santo          |                              |                                  |       |
| 4744   | Puente San Isidro-San Illán             |                              |                                  |       |
| 4746   | Ermita de San Isidro                    |                              |                                  |       |
| 4748   | Parque San Isidro                       |                              |                                  |       |
| 618    | Polideportivo Gallur                    |                              |                                  |       |
| 619    | Centro Servicios Sociales Gallur        |                              |                                  |       |
| 620    | Gallur                                  |                              |                                  |       |
| 621    | Los Cármenes                            | 31                           |                                  |       |
| 623    | Duquesa de Parcent                      | 31                           |                                  |       |
| 625    | Duquesa de Parcent-Cuart del Poblet     | 31                           |                                  |       |
| 5178   | Camarena-Centro de Salud                |                              |                                  |       |
| 629    | Camarena-Illescas                       |                              |                                  |       |
| 631    | Illescas-Valmojado                      | 121                          |                                  |       |
| 633    | Illescas-Tembleque                      | 121                          |                                  |       |
| 5180   | Illescas 103                            | 121                          |                                  |       |
| 635    | Illescas-Escalona                       | 121                          |                                  |       |
| 5181   | Seseña-Centro de Salud                  |                              |                                  |       |
| 5182   | Seseña-Escalona                         |                              |                                  |       |
| 5185   | Seseña-Valmojado                        |                              |                                  |       |
| 5175   | CASA DE CAMPO (Pº Puerta del Batán)     |                              | Casa de Campo                    |       |

### Sentido Plaza de España

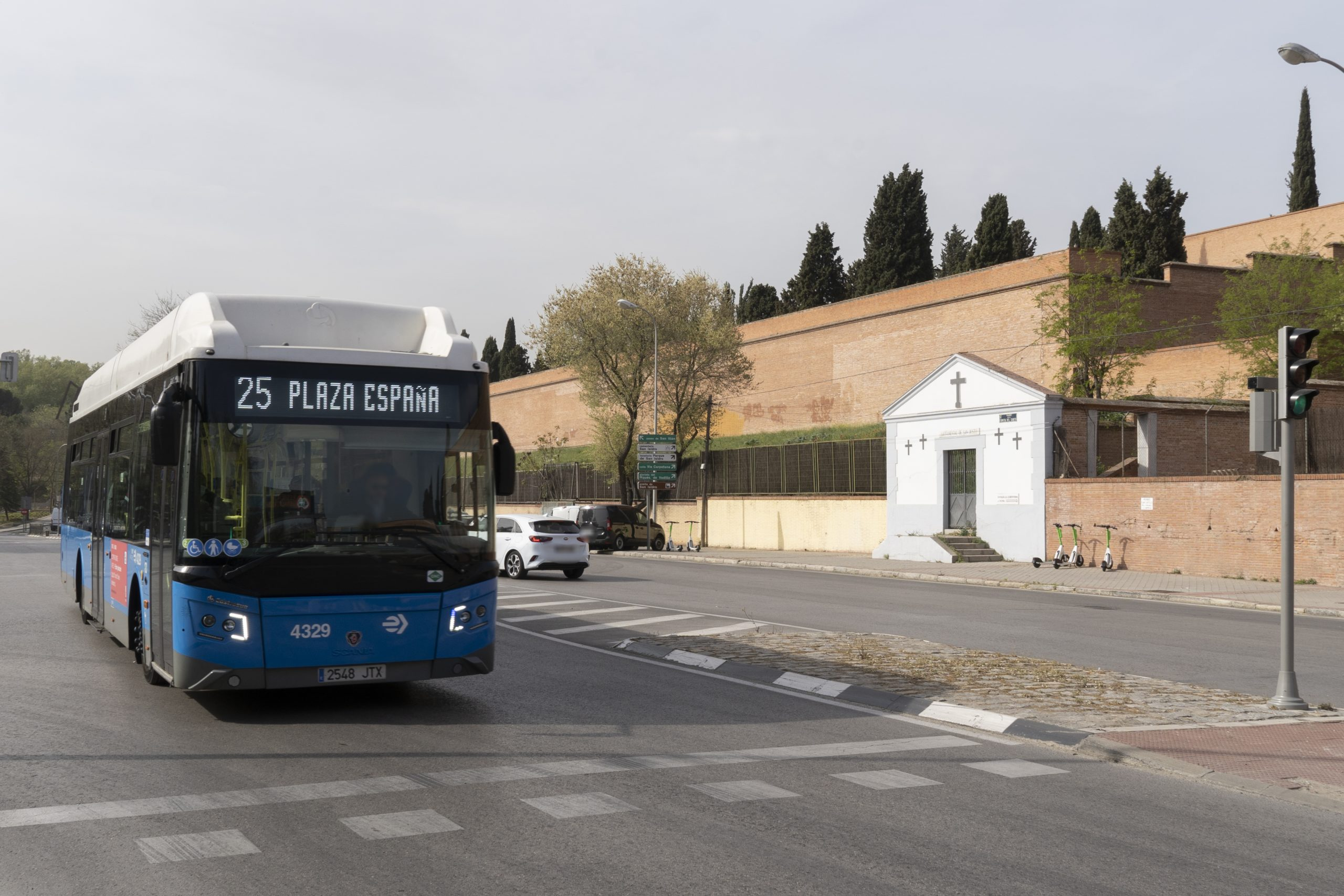
Autobús Scania N280UB Castrosua New City GNC de la línea 25, en la Ermita de San Isidro.

Partiendo del intercambiador multimodal de Casa de Campo, el recorrido es idéntico a la ida pero en sentido contrario hasta llegar a la Glorieta de los Cármenes.
En este punto, la línea circula por la Avenida de Nuestra Señora de Valvanera hasta la intersección con la Vía Carpetana, incorporándose a esta girando a la izquierda. Por esta vía circula hasta la intersección con el Paseo de la Ermita del Santo, por el cual circula girando a la derecha.
A partir de aquí, el recorrido de vuelta es igual al de ida en sentido contrario hasta llegar a su cabecera excepto en Plaza de España, donde toma directamente la calle Reyes desde la cuesta de San Vicente.
| Código | Parada                                  | Común con              | Conexiones con Metro y Cercanías | Otros |
| ------ | --------------------------------------- | ---------------------- | -------------------------------- | ----- |
| 5175   | CASA DE CAMPO (Pº Puerta del Batán)     |                        | Casa de Campo                    |       |
| 5184   | Seseña-Valmojado                        |                        |                                  |       |
| 5183   | Seseña-Escalona                         |                        |                                  |       |
| 638    | Seseña-Centro de Salud                  |                        |                                  |       |
| 636    | Illescas-Escalona                       |                        |                                  |       |
| 3191   | Illescas 34                             | 121                    |                                  |       |
| 634    | Illescas-Tembleque                      | 121                    |                                  |       |
| 632    | Illescas-Valmojado                      |                        |                                  |       |
| 630    | Camarena-Illescas                       |                        |                                  |       |
| 5179   | Camarena-Centro de Salud                |                        |                                  |       |
| 626    | Duquesa de Parcent-Cuart del Poblet     | 31                     |                                  |       |
| 624    | Duquesa de Parcent                      | 31                     |                                  |       |
| 622    | Los Cármenes                            | 31                     |                                  |       |
| 639    | Valvanera-Laguna                        | 55 119                 |                                  |       |
| 5506   | Vía Carpetana-La Campana                | 17                     | Carpetana                        |       |
| 560    | Vía Carpetana-Centro de Salud           | 17                     |                                  |       |
| 558    | Polideportivo Gallur                    | 17                     |                                  |       |
| 4749   | Parque San Isidro                       |                        |                                  |       |
| 4747   | Ermita de San Isidro                    |                        |                                  |       |
| 4745   | Puente San Isidro-San Illán             |                        |                                  |       |
| 554    | Puente San Isidro-Ermita del Santo      | 17                     |                                  |       |
| 617    | Vía Carpetana-Ermita del Santo          |                        |                                  |       |
| 615    | Ermita del Santo-Centro Comercial       |                        |                                  |       |
| 4907   | Ermita del Santo-Avenida del Manzanares |                        |                                  |       |
| 4213   | Puente de Segovia-Paseo de Extremadura  |                        |                                  |       |
| 609    | Puente de Segovia                       | 33 39 41 62 138 158 C1 |                                  |       |
| 607    | Príncipe Pío-Campo del Moro             | 33 39 41 158           | Príncipe Pío                     |       |
| 5246   | Cuesta de San Vicente                   | 39 46 62 75 138 158 C1 |                                  |       |
| 742    | Jardines de Sabatini                    | 39 46 62 75 138 158 C1 |                                  |       |
| 855    | Plaza de España                         | 3 39 46 75 148 158     | Plaza de España                  |       |
| 5205   | PLAZA DE ESPAÑA (C/ Reyes, 23)          |                        | Plaza de España                  |       |